# 105 Pułk Pograniczny NKWD
105 Pułk Pograniczny NKWD – jeden z pułków pogranicznych w składzie wojsk NKWD. Operował w okolicach Lidy i Nowogródka.
Pułk wsławił się tym, iż 21 kwietnia 1945 pod Kowalkami na Nowogródczyźnie w zasadzce grupy operacyjnej tegoż pułku zginął por. Jan Borysewicz ps. "Krysia" i "Mściciel". Jego ciało Sowieci obwozili po wsiach i miasteczkach Ziemi Lidzkiej – wystawiono je na widok publiczny m.in. na rynku w Naczy.